# San Martino (Peschiera del Garda)

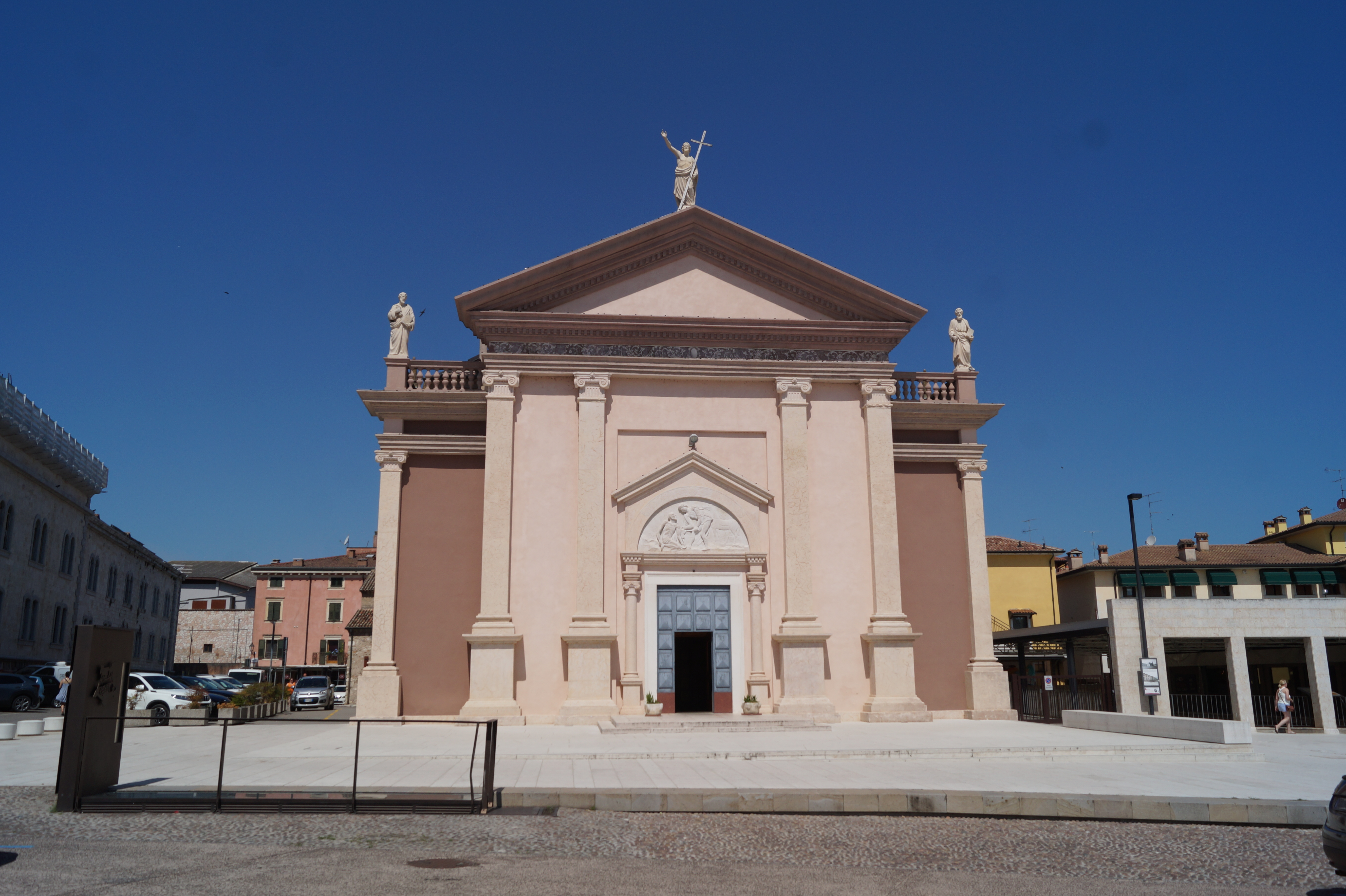
Fassade der Kirche San Martino Vescovo

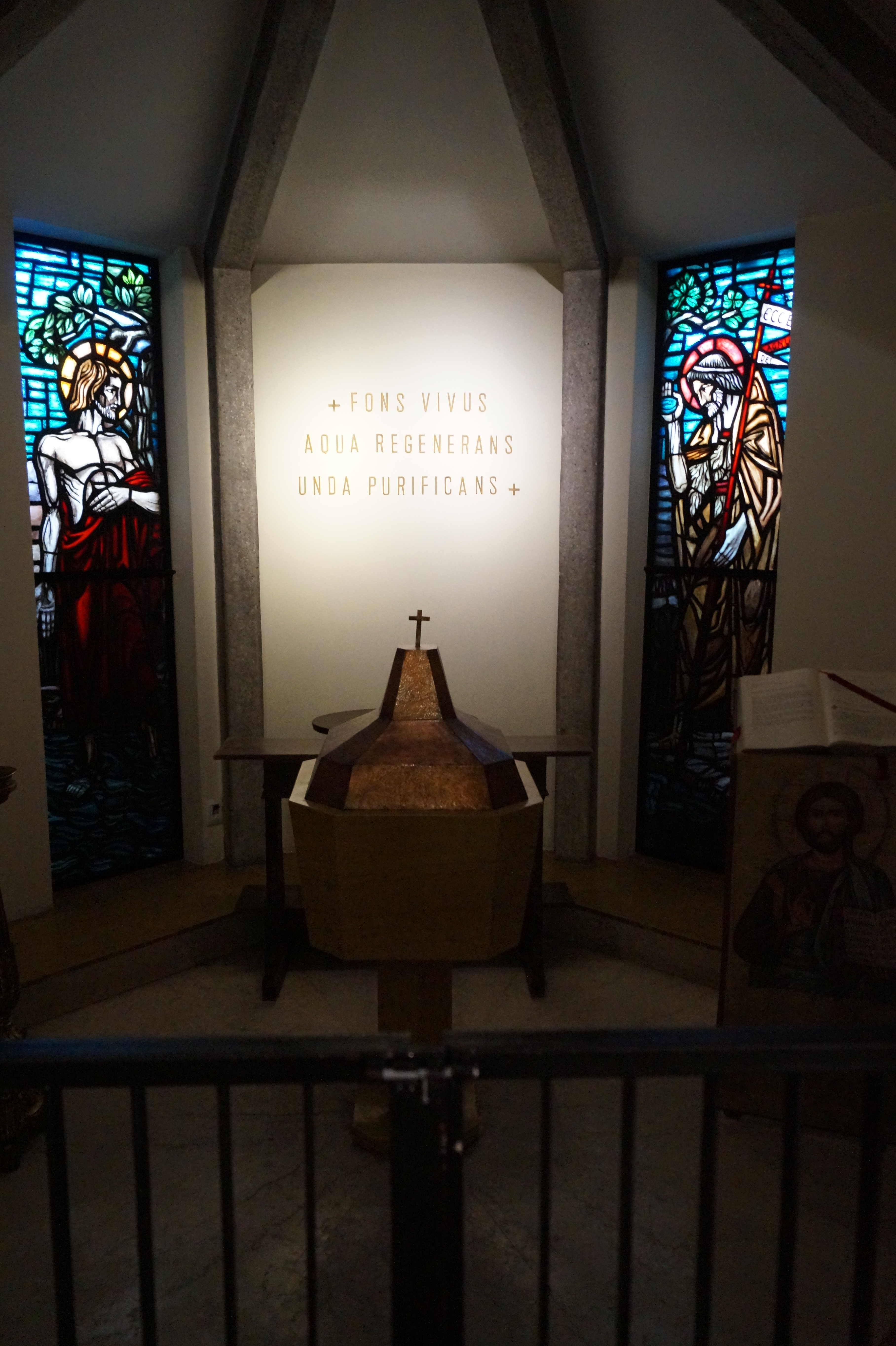
Baptisterium der Kirche San Martino Vescovo

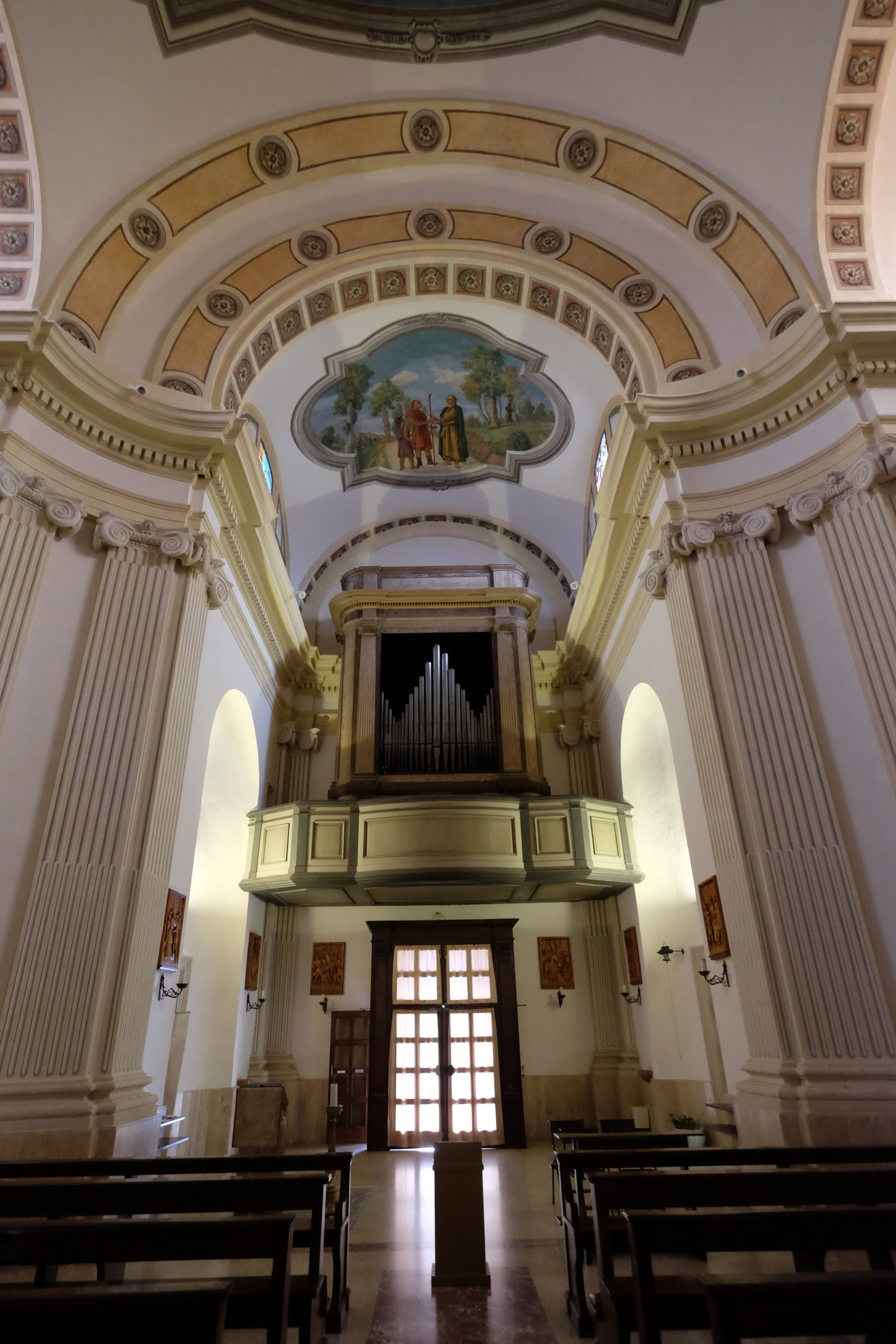
Eingangsbereich mit Orgel

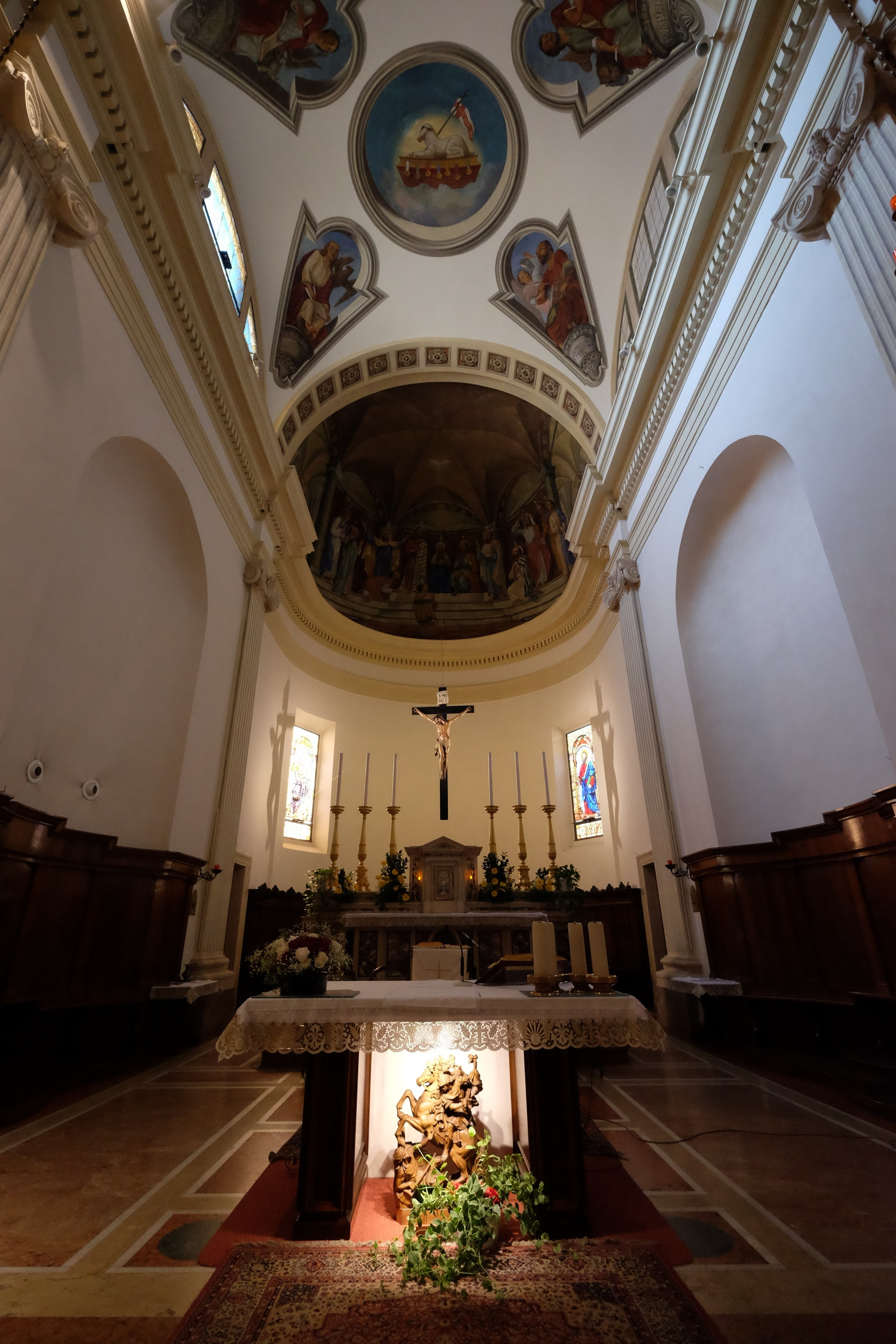
Altarraum der Kirche

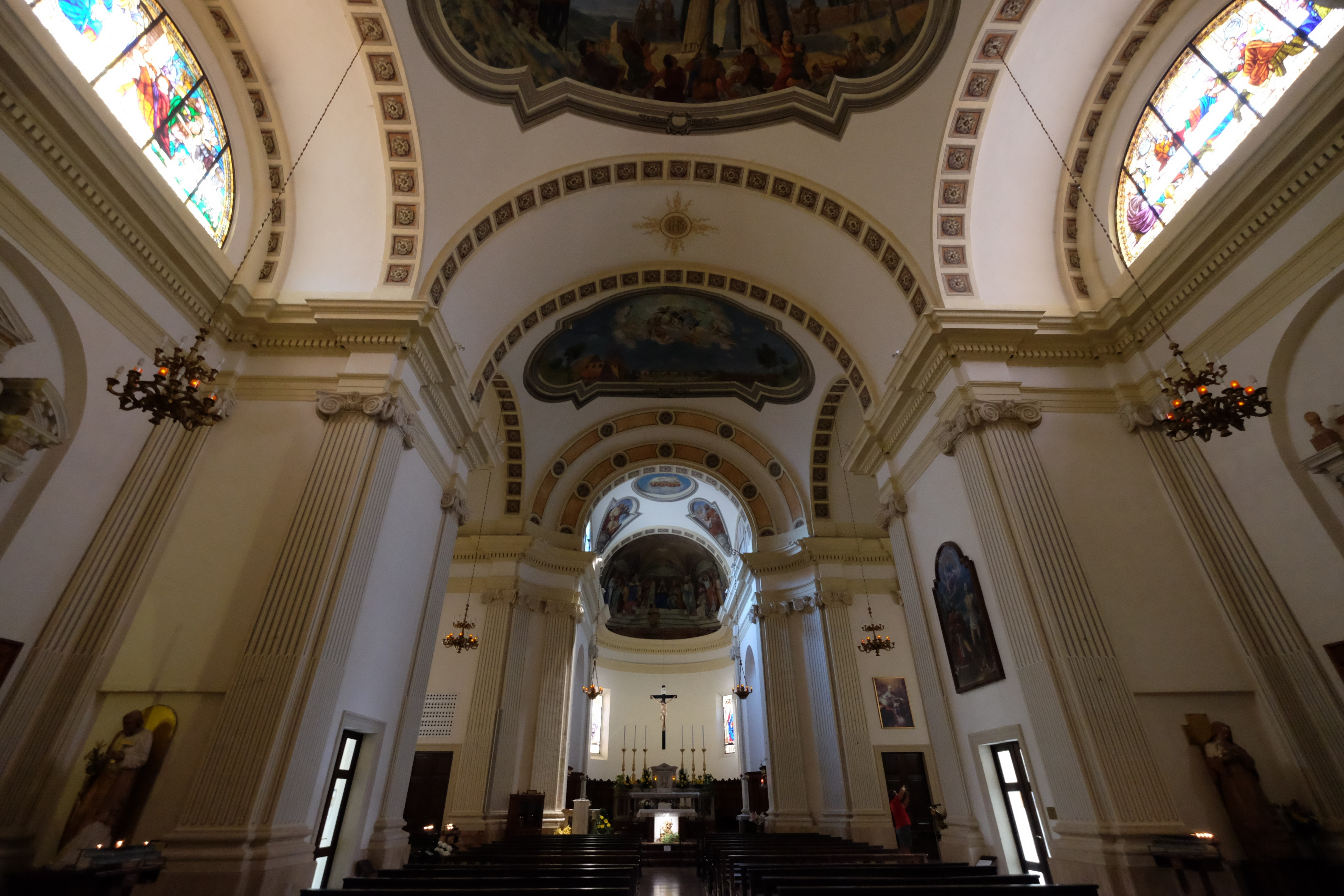
Innenraum der Kirche

San Martino oder San Martino Vescovo (Bischof Sankt Martin) ist eine Pfarrkirche in Peschiera del Garda im Süden des Gardasees und ist Sankt Martin gewidmet. Die Pfarrei San Martino ist eine der ältesten im Bistum Verona. Das Gotteshaus steht im südlichen Teil der größten Mincio-Insel in Peschiera am Piazza Ferdinando di Savoia, der auch Piazza d’Armi genannt wird.

## Geschichte
Es wird vermutet, dass an dem Standort der Kirche in römischer Zeit der Jupiter-Tempel stand. Diese These wird durch die römischen Grundmauern, die nördlich der Kirche ausgegraben wurden, gestützt. Die Mauern stammen aus verschiedenen Bauphasen und stammen aus dem Zeitraum vom 2. Jahrhundert v. Chr. bis zum 5. nachchristlichen Jahrhundert. Erstmals wurde die Pfarrei am 12. November 877 erwähnt, als Karl der Kahle dem Abt Theotricus der Abtei Nonantola alte Urkunden bestätigte. Sie wird auch in mehreren Schriftstücken aus der ersten Hälfte des 11. Jahrhunderts erwähnt. So wird in einem Dokument vom 8. Dezember 1008 der Diakon Domenico genannt. Auch in einer päpstlichen Bulle des Papstes Eugen III. aus dem Jahre 1145 wird die Pfarrei Pischeria genannt. 1454 wurde ein Erzpriester eingesetzt, was zeigt, dass in Peschiera del Garda ein Dekanat installiert wurde. 1510 war der Erzpriester von Peschiera in die Bestätigung der Marienerscheinung am Lago di Frassino involviert.
Mitte 1796, während des Italienfeldzugs im ersten Koalitionskrieg, eroberte Napoleon Bonaparte Peschiera und ein zweites Mal, nachdem er es der Habsburgermonarchie überlassen hatte, während des zweiten Koalitionskriegs. Die französischen Besatzer sollen die Kirche zunächst als Hospital und später als militärisches Magazin genutzt haben. Die Friedhöfe, ein ziviler und ein militärischer, die zu beiden Seiten der Kirche existierten, wurden 1810 durch die Franzosen geschlossen und es wurde ein neuer Friedhof außerhalb des Ortes beim Kloster Santuario della Madonna del Frassino eröffnet.
1812 wurde das Gebäude wieder freigegeben und zum kirchlichen Gebrauch erneut geweiht. Nachdem auf dem Wiener Kongress der Habsburgermonarchie der größte Teil Norditaliens zugesprochen worden war, entschieden die österreichischen Behörden, dass die Kirche, die während der Kriege stark beschädigt worden war, abgerissen werden müsse. Der Priester erhielt einen Betrag von 17.500 Lire für den Wiederaufbau. 
Die jetzige Kirche wurde von 1820 bis 1822 errichtet. Ihr Eingang befand sich zunächst im Westen und die Apsis im Osten. Bei der Belagerung durch piemontesisch-sardinische Truppen wurde der Turm der Kirche im April 1848 beschädigt und kurze Zeit später wieder aufgebaut. Außerdem wurde der Eingang der Kirche auf die Ostseite verlegt und an der Westseite die Apsis angebaut. Die Eingangsseite zum Platz erhielt eine Fassade. Auf Veranlassung des Priesters Giuseppe Lenotti wurde die Kirche 1930 bis 1933 umgebaut und erhielt die jetzige neoklassizistische Fassade. 1937 wurde der italienische Maler Severino Saoncella mit der Dekoration der Innenwände mit Fresken beauftragt. Die letzte Restaurierung wurde bis zu den Osterfeiertagen 2009 abgeschlossen.

## Beschreibung
Bei San Martino Vescovo handelt es sich um eine Saalkirche mit kreuzförmigem Grundriss. An der Fassade über dem Haupteingang ist außen ein Relief angebracht, das Sankt Martin zeigt. Er ist vom Pferd abgestiegen und teilt seinen Mantel mit einem Bettler. Auf dem First steht eine Jesus-Statue mit kreuzförmigem Stab. An der linken Ecke steht eine Statue des Petrus mit Schlüssel und an der rechten des Paulus mit Buch und Schwert.
Nach dem Betreten liegt zur Rechten das Baptisterium, ein kleiner Raum mit Taufbecken. Die beiden Kirchenfenster zeigen links Jesus, der von dem rechts abgebildeten Johannes dem Täufer getauft wird. Die lateinische Inschrift zwischen den Fenstern lautet: FONS VIVUS, AQUA REGENERANS, UNDA PURIFICANS („Lebendige Quelle, regenerierendes Wasser, reinigende Welle“). Das bemalte Fenster über dem Eingang zum Baptisterium zeigt die heilige Barbara. Mit Kanonen, die zu ihren Füßen liegen, ist sie hier als Schutzpatronin der Artillerie dargestellt, da in Peschiera stets Artillerieregimenter stationiert waren. Über dem Haupteingang befindet sich die Orgel; das gegenüberliegende Fenster zeigt die orgelspielende Cäcilia von Rom.
In der ersten Nische rechts steht der Altar des heiligen Antonius von Padua. Rechts des Altars steht ein Beichtstuhl und links die Statue der Rita von Cascia. Das Fenster über dem Altar zeigt das letzte Abendmahl. Über dem rechten Seiteneingang befindet sich ein Gemälde von Iacobus Placentinus Veronensis (Giacomo Piacentini) aus dem Jahre 1631. Es zeigt den von Pfeilen durchbohrten heiligen Sebastian, San Rocco und darüber die Jungfrau Maria. Im rechten Querschiff steht der Altar des Andreas Grego von Peschiera. In dem gläsernen Reliquienschrein sieht man den rechten Arm des Seligen. Die bunten Fenster zeigen links den Propheten Daniel und rechts den Prophet Ezechiel.
Der Hauptaltar aus eingelegtem Marmor stammt aus der ersten Hälfte des 19. Jahrhunderts und trägt einen Tabernakel mit Marmorsäulen und einer Tür aus handgetriebenem Kupfer. Eine Skulptur zeigt den heiligen Martin auf einem Pferd sitzend, wie er mit gezücktem Schwert seinen Mantel zerschneidet, um ihn mit einem Bedürftigen zu teilen. Die Fenster zeigen links Petrus und rechts Paulus. Das Fresko in der Apsis zeigt das Pfingstfest. Das Fresko in der Kuppel über dem Altar zeigt in den Ecken die vier Evangelisten und in der Mitte das Lamm Gottes.
Im linken Seitenschiff ist ein Altar der Maria vom Rosenkranz geweiht, der an den Sieg in der Seeschlacht von Lepanto erinnern soll. Die Fenster zeigen links den Propheten Jesaja und rechts den Propheten Jeremia. In der Nische gegenüber des Antonius-Altars steht ein Altar, der dem Herz Jesu geweiht ist. Links steht ein zweiter Beichtstuhl und rechts eine Statue des heiligen Josef mit blühendem Stock als Wanderstab und Winkelmaß. Das Fenster über dem Altar zeigt die Anbetung der Heiligen Drei Könige.
Die weiteren Deckengemälde zeigen Episoden aus dem Leben des Andreas Grego von Peschiera, über der Orgel die Verabschiedung von seinen Angehörigen, das nächste zeigt, wie Andrea im Veltlin vor Zuhörern predigt, und im Querschiff die Errettung des Rocca in Peschiera vor dem Feuer.